# Zosterops borbonicus
El anteojitos de las Mascareñas (Zosterops borbonicus) es una especie de ave paseriforme de la familia Zosteropidae, endémica de la isla de Reunión, en el océano Índico.

## Descripción
Esta ave mide unos 9.5 cm. Su plumaje muestra una gama de colores que incluye tanto el gris como el marrón. Concretamente, el vientre es de un llamativo color blanco, al igual que los anillos de plumas alrededor de sus ojos color castaño, mientras que el resto del cuerpo es de un tono gris azulado. Las patas son de un color negruzco. 

## Distribución, hábitat y comportamiento
Zosterops borbonicus habita en bosques y jardines; es la única ave endémica de Reunión que se ha adaptado a entornos afectados por la actividad del ser humano. Su dieta consiste en insectos, fruta y néctar. También lleva a cabo la polinización de orquídeas como Angraecum striatum y las fanerógamas del género Trochetia, endémico de la isla. Se desplaza en bandadas de entre seis y veinte individuos para buscar alimento, y es muy ruidoso. La época de cría transcurre durante el período estival en el hemisferio sur: la hembra pone entre dos y cuatro huevos de color azul claro en un nido en forma de taza, acolchado con material de origen vegetal.

## Taxonomía
El taxón mauritianus, definido en el pasado como una subespecie de Zosterops borbonicus por la mayor parte de ornitólogos, tiene ahora la consideración de especie monotípica, el Anteojitos de Mauricio (Zosterops mauritianus). Ambas especies recibían previamente el nombre de Anteojitos de las Mascareñas.